# Välkommen till min jul
Välkommen till min jul, släppt 5 november 2001, är ett julalbum av den svenska sångaren Jan Malmsjö . Det nådde som högst 20:e plats på den svenska albumlistan.

## Låtlista
1. Bella notte
2. Frid på Jorden
3. En släde för två (Sleigh Ride)
4. Stilla natt
5. När frosten nyper i din kind (The Christmas Song)
6. När det lider mot jul
7. På himlen tändas ett ljus
8. Julen är här
9. Jag ska hem till julen (I'll Be Home for Christmas)
10. Klang min vackra bjällra
11. Dagen är kommen (O Come all ye Faitful)
12. Hosiana in Exelcis Deo
13. Den lilla trumslagarpojken (The Little Drummer Boy)

## Listplaceringar
| Lista (2001-2002) | Topplacering |
| ----------------- | ------------ |
| Sverige           | 20           |

## Medverkande
- Peter Ljung - piano
- Staffan Astner, Billy Bremner, Micke Littwold - gitarr
- Sven Lindvall - trummor
- Johan Granström - bas med mera